# Avinger (Teksas)
Avinger je gradić u američkoj saveznoj državi Teksas. Prema popisu stanovništva iz 2010. u njemu je živjelo 444 stanovnika.